# Antonio Bernieri
Antonio Bernieri ou Antonio da Correggio (né en 1516 à Correggio, où il est mort en 1564) est un peintre italien du XVIe siècle, dont l'œuvre se rattache à l'école de Parme.

## Biographie
Antonio Bernieri naît en 1516 à Correggio, dans l'actuelle Émilie-Romagne.
Élève du Corrège, il se rend à la mort de celui-ci en 1534 à Venise, où il fréquente l'école de Titien et s'y installe toute sa carrière. Il séjourne à Rome en 1539-1540.
Antonio Bernieri est surtout connu pour ses miniatures,. Parfois appelé « Antonio da Correggio », cela entretien la confusion avec son maître, certains tableaux étant attribués à l'un ou à l'autre sans certitude,.
Revenu à Corregio en 1563, Antonio Bernieri y meurt le 25 juillet 1564.